# Còdol

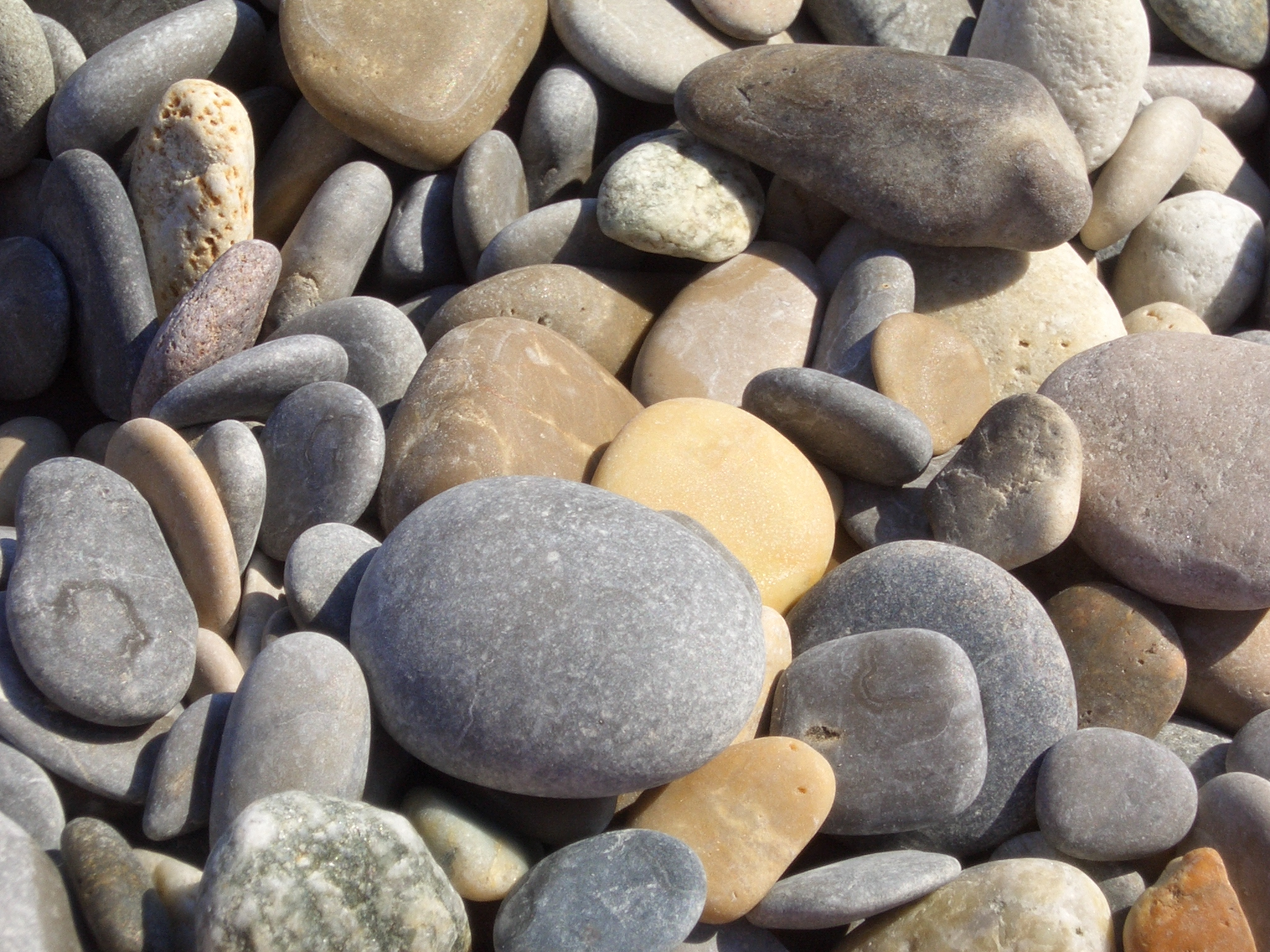
Còdols

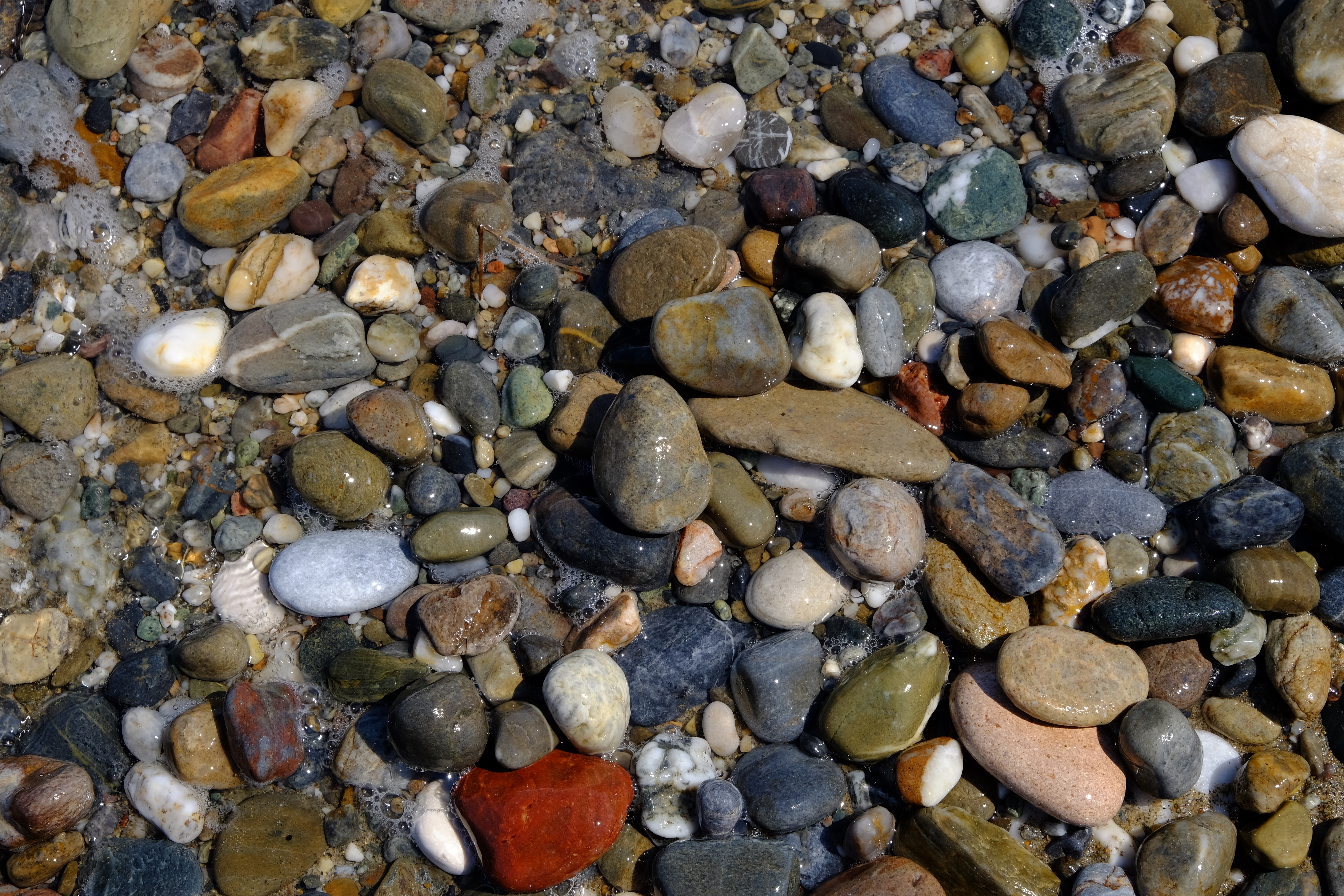
Còdols a la platja de Réthimno, a Creta.

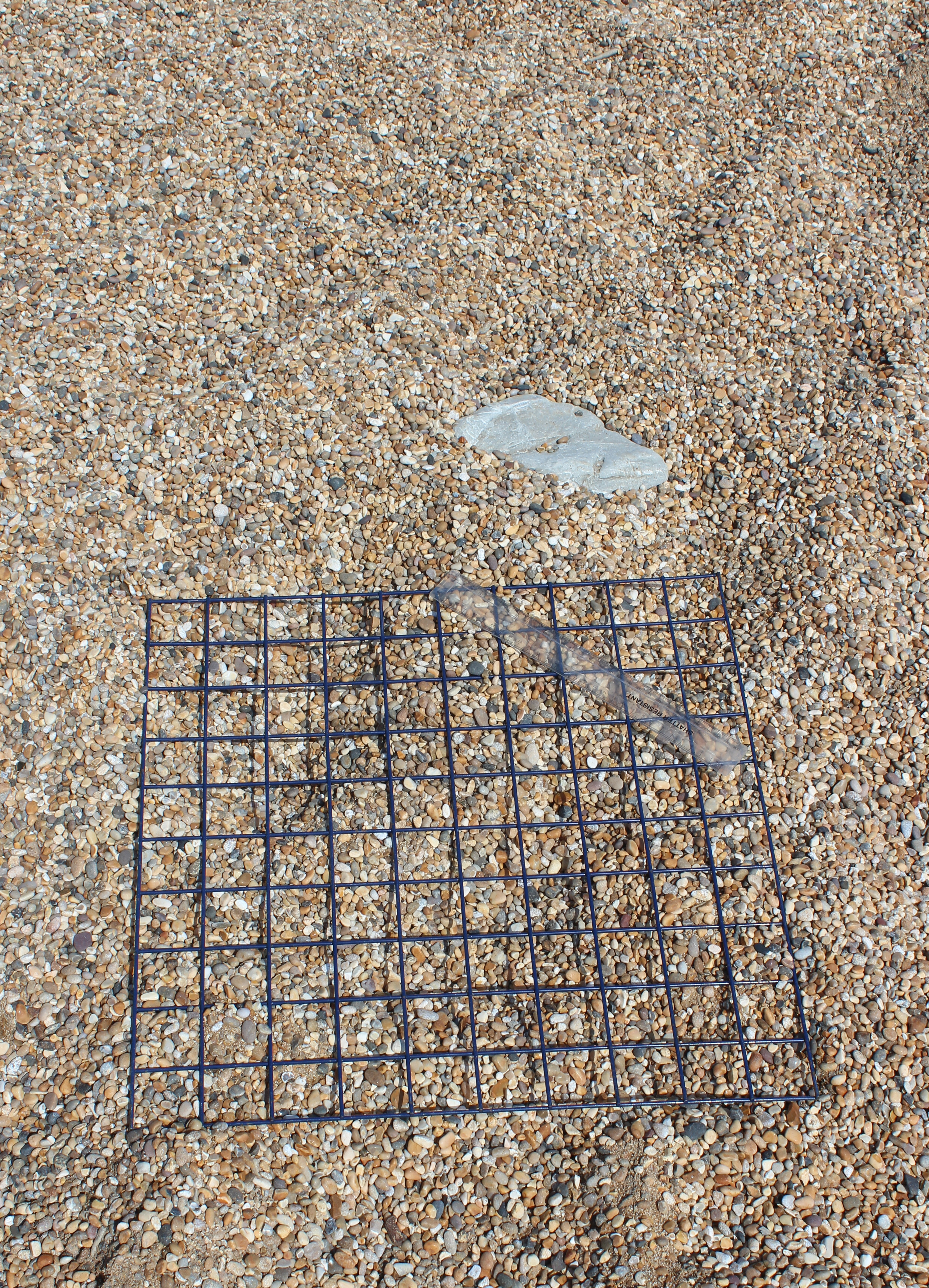
Mesura de la mida dels còdols a la platja de Chesil a Anglaterra

Un còdol, cudol o mac és un fragment de roca de formes arrodonides a conseqüència de l'erosió i transport dels agents erosionadors, de mida superior als 32 mm. De forma arrodonida i llisa, dita també palet o codís, es troba generalment a les platges, als rius i als arenys.
És susceptible de ser transportat per mitjans naturals, com els corrents d'aigua, els corriments de terra. Encara que no es fa distinció de forma, en general, un palet de riera que adquireix una morfologia més o menys arrodonida, subarrodonida o oblonga, sense arestes i amb la superfície llisa, a causa del desgast patit pels processos erosius, generalment causats per la corrosió, els corrents d'aigua (erosió hídrica) o el vent (erosió eòlica).

## Usos
S'utilitzen els macs generalment en la construcció per a fer arrebossats, cobertes o en aplicacions decoratives. Els seus cantells plans són de gran utilitat per a l'apilament de material i llur adherència al formigó o ciment els fan molt útils.
També es fa servir en el joc de fer sopetes llançant-los a flor d'aigua per a fer-los rebotar moltes vegades damunt la superfície aquosa.

## Granulometria
Dins de la classificació granulomètrica de les partícules del sòl, els còdols ocupen el lloc següent en l'escalafó:
| Partícula | Mida                                 |
| --------- | ------------------------------------ |
| Argiles   | < 0,002 mm es troben en les platges. |
| Llims     | 0,002-0,063 mm                       |
| Sorres    | 0,063-2 mm                           |
| Graves    | 2-32 mm                              |
| Còdols    | 32 mm-25 cm                          |
| Blocs     | >25 cm                               |